# Bōken Ō Beet
Beet the Vandel Buster (冒険王ビィト Bōken Ō Biito?, Beet, el rey de la aventura) es un manga creado por Riku Sanjo e ilustrado por Kōji Inada, es un manga shōnen, el manga contiene aventura, fantasía y escenas sobrenaturales, el manga es publicado por la revista Shōnen Jump mensual, empezando en la edición de octubre del año 2002, y la serie televisiva fue presentada en el año 2004.
La serie entró en una larga interrupción en septiembre de 2006 por enfermedad del dibujante Koji Inada. No fue hasta 2016 cuando suspendieron la pausa retomando el serie, aunque volvió a cancelarse de nuevo ese mismo año, no volviéndose a publicar ningún capítulo hasta el 16 de abril de 2018 en la Jump SQ Rise, donde ha continuado publicándose.

## Argumento
Fue un siglo oscuro, la gente sufría por culpa del demonio, “Vandel”, que controlaba a los monstruos.
Los “Vandel Busters” eran denominados aquellos que cazaban demonios. Había un chico llamado Beet que tenía el sueño de unirse el pelotón “Zenon”, más conocidos como los “busters” más fuertes del continente. Un día, por culpa de un error de Beet, el pelotón Zenón es derrotado por el demonio Belltoze. Éstos, antes de morir, dieron sus Saigas a Beet. Han pasado unos años desde aquello, un joven “Vandel Buster”, Beet, comienza su aventura para llevar a cabo el deseo de Zenón de poner fin al siglo oscuro.
- Datos: Q2714018